# Восстание Армии Махди
Восстание Армии Махди (4 апреля — 30 августа 2004, 23 марта — 11 мая 2008) — шиитское восстание против американской оккупационной администрации в Ираке.
Лидером восстания стал радикальный шиитский деятель Муктада ас-Садр, а ударной силой — Армия Махди, контролируемое ас-Садром военизированное шиитское формирование.
При режиме Саддама Хусейна иракские шииты представляли собой дискриминируемое большинство, поэтому вторжение США они восприняли как минимум нейтрально. Однако через какое-то время у радикально настроенных шиитов возникли трения с оккупационной администрацией, что привело к вооружённому восстанию.
Весной 2008 года, после перемирия, длившегося с 2004 года, восстание возобновилось. Правительственные войска Ирака, которые возглавлял премьер-министр Ирака Нури Аль Малики, начали проводить широкомасштабные военные операции в районе Басры — нефтяной столицы Ирака.

## Апрель — июнь 2004
Восстание стало самым серьёзным ударом по войскам международной коалиции после начала операции в Ираке. В ходе двухмесячных боёв вооружённые формирования Муктады ас-Садра — «Армия Махди» — нанесли оккупантам серьёзный урон и вынудили их подписать соглашение о перемирии. В результате под контроль «Армии Махди» перешли целые районы страны, включая Эн-Наджаф и шиитские районы столицы, а шейх Муктада ас-Садр приобрёл статус реальной политической силы.
«Армия Махди» получила передышку, а американское командование рассчитывало, что передача власти гражданскому иракскому правительству снизит накал страстей. 28 июня 2004 временная американская администрация передала власть временному правительству Ирака, возглавлявшемуся шиитом Ийядом Аллауи. Президентом Ирака стал суннит Гази аль-Явар.

## Срыв перемирия
Перемирие было сорвано 4 августа 2004, после попытки коалиционных сил арестовать ас-Садра. Ожесточённые бои развернулись в историческом центре Эн-Наджафа. Вслед за Эн-Наджафом вновь заполыхал шиитский юг страны. Восстание вспыхнуло и в Басре, через которую доставляются на мировой рынок основные потоки иракской нефти.
Иракские власти опасались предпринимать какие-либо решительные действия против мятежников, боясь утратить авторитет в исламском мире. Через неделю после начала восстания, 12 августа, американские войска начали сжимать кольцо окружения вокруг ас-Садра и его сторонников, закрепившихся на городском кладбище Вади-Салам, примыкающем к мавзолею имама Али — главной шиитской святыне Эн-Наджафа. В районе города было сконцентрировано примерно 2000 американцев и 1800 военнослужащих иракской армии. Наступающие использовали авиацию, артиллерию, вертолеты и танки.
Общеиракская конференция, которая была собрана в Багдаде для избрания временного иракского парламента, попыталась выступить в качестве посредника между ас-Садром и правительством, однако ас-Садр использовал переговоры лишь для затягивания времени и небольшой передышки.
Солидарность с защитниками Эн-Наджафа выражало не только шиитское, но и суннитское население Ирака. В Эн-Наджаф на помощь восставшим прибывали шиитские добровольцы со всего Ирака и из Ирана.
К 19 августа, через две недели после начала восстания, правительство уже готово было дать согласие на штурм шиитских святынь, ас-Садр же всё отказывался выводить своих боевиков из священных мест и разоружиться. Приказ к штурму так и не отдали, поскольку, по мнению экспертов, он мог привести к эскалации насилия в шиитских районах и спровоцировать умеренную часть шиитов к вступлению в ряды радикальных организаций. При этом даже физическое устранение ас-Садра не означало бы победы над восставшими, поскольку неминуемо появился бы новый военный лидер.
19 августа был начат ввод оккупационных войск в «Садр-Сити» — многомиллионный пригород Багдада, население которого поддерживает ас-Садра. Жителям предлагалось сдать оружие во избежание кровопролития.
Тем временем повстанцы в Эн-Наджафе заявили, что не допустят передачи шиитских святынь правительственным силам или международным войскам, но готовы сотрудничать с представителями верховного лидера шиитов великого аятоллы Али аль-Систани и даже передать им ключи от мечети.

## Аль-Систани возвращается
73-летний Али аль-Систани уехал из Ирака в Лондон, где, по сообщениям, ему должны были сделать операцию на сердце, ещё в самом начале восстания, и всё это время, пока кризис набирал силу, никак не проявлял своего отношения к тому, что происходило на его родине. Великий аятолла появился на сцене, лишь когда ситуация окончательно зашла в тупик.
25 августа, ровно через три недели после начала мятежа, совершенно неожиданно поступили сообщения о том, что Али аль-Систани вылетел из Лондона, но не в контролируемый американцами багдадский аэропорт, а в соседний Кувейт откуда перебрался во второй по величине иракский город Басра, центр шиитского юга. Здесь он призвал всех мусульман Ирака, суннитов и шиитов, готовиться к походу на Эн-Наджаф, чтобы «защитить усыпальницу имама Али от осквернения» (не уточнив, от кого). Этот призыв подхватили сторонники Муктады ас-Садра, воспринявшие этот призыв как единственный путь к спасению. Представитель Муктады ас-Садра заявил, что «Армия Махди» приостанавливает сопротивление в Эн-Наджафе и на остальной части Ирака в честь «возвращения в страну Али аль-Систани».
На следующий день аль-Систани во главе многотысячной колонны восторженных иракцев отправился из Басры в Эн-Наджаф. На встречу с духовным лидером к Эн-Наджафу со всех сторон Ирака — из Багдада, Эн-Насирии, Кербелы, Хиллы, Эд-Дивании, Амары и других городов — стекались тысячи людей в надежде услышать его проповеди.
Возвращение сопровождалось новыми кровопролитиями — в нескольких местах в результате обстрелов погибло 74 человека и несколько сот получили ранения.
Для аль-Систани этот день был днём триумфа, но что же касается американцев и их союзников, то многие наблюдатели здесь сравнивают его по возможным последствиям с днём, когда из Парижа в Тегеран вернулся аятолла Хомейни. Очень может быть, что, пытаясь покончить с одним религиозным лидером, американцы создали себе новую головную боль.
Аль-Систани сразу же дал понять, что он хозяин положения, и заявил, что он останется в осаждённом городе до тех пор, пока конфликт не будет улажен. Условия, которые он поставил, в принципе очень похожи на то, чего пытались добиться от мятежного лидера власти Ирака: вывод боевиков «Армии Махди» из мавзолея имама Али и их разоружение, передача контроля над святыми местами в руки религиозных властей.
Ни самые страшные угрозы, ни поддержка американской авиации и танков не помогли правительству Ийяда Аллауи этого добиться. С прибытием же в город духовного лидера иракских шиитов ситуация кардинально изменилась.
Вряд ли американцы могли быть абсолютно довольны подобным исходом, поскольку, согласно плану Систани, Эн-Наджаф и его святые места вовсе не переходят под контроль иракских властей и тем более американских войск. Ситуация возвратилась к июню, когда оккупационные войска были вынуждены заключить перемирие с Муктадой ас-Садром, фактически признав своё поражение. Именно с тех пор город находился в его полном распоряжении, а мавзолей имама Али являлся его штаб-квартирой.
Иракские власти, понимая всё это, вынуждены были всё же приветствовать вмешательство аль-Систани, хотя бы для того, чтобы продемонстрировать способность решать проблемы собственными силами, без американской военной поддержки.

## Новый компромисс
Утром 27 августа боевики из «Армии Махди» покинули территорию усыпальницы имама Али и «растворились» в городе. Муктада ас-Садр принял план урегулирования, предложенный великим аятоллой, и приказал своим сторонникам разоружиться и покинуть Эль-Куфу и Эн-Наджаф. Но сначала на территорию комплекса были допущены тысячи паломников из разных шиитских городов Ирака. Смешавшись с этой огромной толпой, сторонники шейха Садра спокойно ушли. Многие из них при этом забрали с собой оружие, демонстрируя всем своим видом враждебность к оккупационным войскам.
Мавзолей в ходе боёв остался невредим, зато полностью разрушен исторический центр города с такими же старинными, как мечеть, зданиями.
Из Эн-Наджафа выведены войска коалиции, вопросы поддержания безопасности возложены на иракскую полицию, правительство обязалось выплатить местным жителям компенсации за разрушенное в ходе боев жильё.
Правительство Ийяда Аллауи заявило, что принимает достигнутые договоренности и гарантирует ас-Садру свободу и неприкосновенность. Ас-Садру позволено остаться в Эн-Наджафе, жить там в своем доме. Сам Муктада заявил, что, пока продолжается оккупация, он не собирается заниматься «политической деятельностью».
Уже 28 августа американские войска начали операцию против боевиков «Армии аль-Махди» в шиитском пригороде Багдада «Садр-Сити». 29 августа здесь было заключено соглашение о прекращении огня. По его условиям, американские войска покинут «Садр-Сити» и гарантируют неприкосновенность активистам «Армии Махди» при условии, что те воздержатся от вооруженных антиамериканских акций.
Перемирию в Багдаде предшествовала встреча четырех великих аятолл Ирака: Али аль-Систани, Али Наджафи, Мохаммеда Хакима и Исхака Файяда в Эн-Наджафе, после которой они выступили с заявлением против вооружённых методов борьбы с находящимися в стране войсками США.
30 августа Муктада ас-Садр призвал боевиков «Армии Махди» прекратить огонь на всей территории Ирака, прибегать к оружию исключительно для самообороны и проявить терпение, пока он не обнародует масштабную программу политического урегулирования.
Президент США Джордж Буш назвал достигнутое перемирие примером гибкости американской политики, но в то же время признал, что изначально неверно оценил обстановку, сложившуюся в Ираке после свержения Саддама Хусейна. Буш констатировал, что сторонники диктатора рассредоточились по стране и сумели организовать сопротивление быстрее, чем США ожидали.

## 2-е восстание Армии Махди
В 2008 году в Басре — крупнейшем городе на юге Ирака — начались интенсивные бои между иракской армией и боевиками шиитской радикальной группировки «Армия Махди». Впервые за последние месяцы власти и армия Ирака подверглись столь сильному натиску со стороны вооружённых шиитских радикалов. Руководить подавлением восстания лично отправился премьер-министр Ирака Нури Аль Малики. Но лишь только он выехал из Багдада, как бои вспыхнули и там.
Одновременно массированной атаке подверглись полицейские и военнослужащие иракской армии в Багдаде и Басре. В результате ожесточенных боёв боевикам «Армии Махди» удалось захватить ряд населённых шиитами кварталов. На помощь правительственным войскам были направлены подразделения армии США.
Города Басра, Эль-Кут и пригород столицы Садр-Сити практически полностью оказались в руках боевиков с 26 марта 2008 года. По сообщениям информационных агентств и данным американских военных, боевые отряды «Армии Махди» за считанные часы взяли штурмом правительственные здания и полицейские участки. Самые ожесточённые бои развернулись на улицах Басры. По словам очевидцев, это самые кровопролитные столкновения за последние годы.
Вместе с вооружёнными выступлениями, руководство шиитских радикалов выдвинуло властям страны ультиматум. Они потребовали в течение 24 часов прекратить рейды по шиитским районам и выборочные аресты сторонников имама Муктады ас-Садра, лидера «Армии Махди». Шииты также потребовали немедленного освобождения задержанных и извинений перед теми, кто подвергся насилию со стороны властей.
Как считают наблюдатели, в Ираке началась новая волна гражданского противостояния. Лидер «Армии Махди» имам Муктада ас-Садр призвал своих сторонников совершить переворот и свергнуть национальное правительство.
Ситуация в Ираке вызвала серьезную озабоченность в США. В официальном заявлении Белого дома была выражена поддержка действиям правительства Ирака.
Премьер-министр страны Нури аль-Малики принял жёсткое решение немедленно вернуть город под контроль правительственных сил, отдав приказ командованию стягивать к городу дополнительные воинские подразделения.
«Зачистка» Басры от боевиков началась 26 марта 2008 года. Нури Аль-Малики приехал в Басру и лично наблюдал за ходом военной операции.
Власти Ирака ввели комендантский час в нескольких городах юга страны и в столичном районе Садр-Сити, где проживает 2-миллионная община шиитов. В операции против шиитских повстанцев участвовало 15 тыс. военнослужащих армии Ирака при поддержке американских соединений и авиации.
Масштабной войсковой операции, которую правительство начало проводить против боевых отрядов «Армии Махди», было присвоено кодовое названием «Атака Рыцарей». В ходе боевых столкновений правительственных войск с «Армией Махди», по официальным данным, погибло более 30 человек, около 100 получили ранения. Также в ходе боёв погиб сотрудник американского посольства.
Почти все шиитские территории Ирака и в том числе багдадский район Садр-Сити были охвачены восстанием «Армии Махди» против правительства Ирака. Бои шли также в городах Эль-Кут, Хилла, Дивания, Эль-Амара и священном городе шиитов Кербеле. Правительственным иракским войскам оказывало поддержку авиация ВВС США и Великобритании. Сухопутные силы западной коалиции в боевых операциях участия не принимали.
В районе Басры, нефтяном порте Ирака, на который приходится основная часть экспорта нефти Ирака, обеспечивающая 80 % доходов правительства, взорваны два экспортных нефтепровода. Известие об этом теракте подняло цену на нефть на американском рынке сразу на $1 — до $107 за баррель.